# 보비 실
로버트 조지  ("보비") 실(Robert George ("Bobby") Seale, 1936년 10월 22일 ~ )은 아프리카계 미국인 인권 운동가로 휴이 뉴튼과 함께 공동으로 흑표당을 창당하였다.  블랙 파워 운동이 있던 동안 발포된 가장 잘 알려진 단체였던 조직은 무료 아침 식사와 인권 운동가들에 의하여 주창된 비폭력 철학으로부터 출발인 자기 방어 강조에 돋보였다.

## 어린 시절과 교육
텍사스주 댈러스에서 조지와 델마 실의 맏아들로 태어난 보비 실은 남동생 조너선, 여동생 베티와 첫번째 사촌 (자신의 모친의 일란성 쌍둥이의 아들 앨빈 터너)과 함께 자라왔다.  댈러스에 추가로 가족은 샌안토니오를 포함한 다른 텍사스주의 도시들에서 살았다.  실의 부모는 불안정한 관계를 가져 되풀이적으로 헤어지고 화해하였다.  가족은 재정적으로 분투하였고 추가 수입을 올리는 데 다른 가족들에게 자신들의 집의 일부들을 임대하였다.
실의 부친 조지는 한번 처음부터 집을 지은 목수였다.  그는 또한 신체적으로 학대하였으며 이후에 보비 실은 자신이 6세때 부친에 의하여 벨트로 채찍질을 당했던 것을 묘사하였다.  가족이 캘리포니아주로 이주했을 때 조지는 짐크로 법 시대 동안 조합들이 가끔 아프리카계 미국인들을 들어오지 못하게 하면서 목수일을 얻느냐 혹은 조합에 가입하느냐에 분투하였다.  조지가 조합에 가입할 수 있었을 때 그는 보비 실에 의하면 조합 회원직과 함께 주에서 겨우 3명의 흑인 남성들 중의 한명이었다고 한다.
10대로서 실은 여금의 현금을 벌기 위하여 식료품을 운반하고 잔디를 깎았다.  그는 버클리 고등학교를 다녔으나 1955년 미국 공군에 입대하면서 중퇴하였다.  부대 지휘관과 충돌 후, 실은 불명예 제대를 당했다.  하지만 이 좌절은 그를 저지하지 않았다.  그는 자신의 고등학교 졸업장을 얻고 항공 우주 회사들을 위하여 판금 정비공으로 생계를 꾸렸다.  그는 희극인으로 일하기도 했다.
1960년 실은 자신이 흑인 학생 단체에 가입하여 자신의 정치적 의식이 자리를 잡은 메릿 칼리지에 입학하였다.  2년 후, 그는 자신이 흑표당을 함께 시작할 휴이 뉴턴을 만났다.

## 흑표당 창당

오클랜드에 있는 흑표당 본부 앞에서 실과 휴이 뉴턴의 액자 포스터

1962년 존 F. 케네디 행정부의 쿠바 해상봉쇄에 반대하는 시위에 실은 휴이 뉴턴과 친구하였다.  둘다 흑인 급진파 맬컴 엑스에 영감을 찾았고 1965년 그가 암살되었을 때 황폐했다.  다음해 그들은 자신들의 정치적 신념을 반영하는 데 단체를 형성하기로 결정하였고 흑표당이 탄생하였다.
조직은 맬컴 엑스의 "어떻게 해서던지"라는 자기 방어의 철학을 반영하였다.  무장 아프리카계 미국인들의 아이디어는 더 넓게 미국에서 논란의 여지가 있었으나 마틴 루터 킹 주니어의 암살에 이어 민권 운동이 약해지면서 많은 젊은 아프리카계 미국인들은 급진주의와 전투성에 기대었다.
흑표당원들은 오클랜드 경찰국에서 특히 인종 차별에 대해 우려하였으나 오래지 않아 흑표당 지부는 전국적으로 생겨났다.  흑표당은 자신들의 10 포인트 계획과 무료 아침식사 프로그램으로 가장 잘 알려지게 되었다.  10 포인트 계획은 아프리카계 미국인들을 위하여 문화적으로 관련된 가르침, 고용, 피난처와 군사 복무로부터 면제를 포함하였다.

## 법적 싸움들

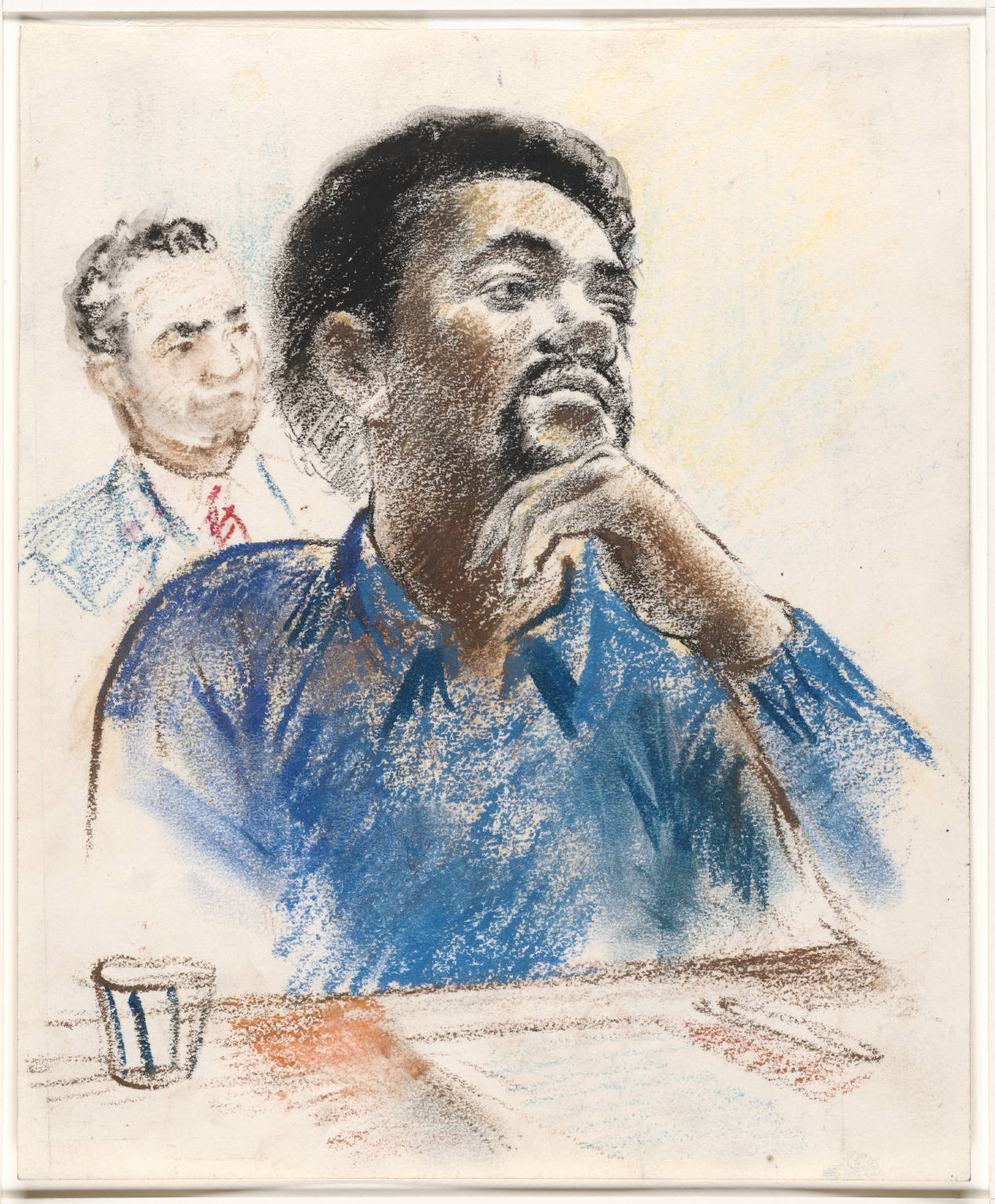
1970년 재판에서

1968년 보비 실과 다른 항의자들은 시카고에서 열린 민주당 전당 회의에서 폭동을 일으키는 데 공모 혐의로 기소되었다.  재판의 날짜가 도착했을 때 실의 변호사는 병이 들어 나올 수 없었고, 재판관은 재판을 연기하자는 요청을 거부하였다.  실은 자신 소유의 헌법상의 권리를 옹호하는 목적으로 자신을 방어할 권리를 주장하였으나 재판관은 개회사, 반대 심문 증인들을 주거나 배심원에게 말할 수 있도록 그를 허락하지 않았다.
실은 재판관이 자신에게 변호인에 대한 그의 권리를 거부했다는 것을 주장하였고 그는 절차 중에 항의의 말을 하기 시작하였다.  이에 재판관은 그를 묶고 재갈을 물리라고 명령하였다.  실은 재판의 며칠간 자신의 입과 턱이 끈으로 묶인 채 의자에 묶였다.
궁극적으로 재판관은 법원 모독으로 실에게 징역 4년 선고를 내렸다.  그 선고는 이후에 뒤집혔으나 그의 법적인 고민 끝을 표시하지 않았다.  1970년 실과 다른 피고는 경찰 정보원으로 여겨진 한 흑표당원을 살인한 것으로 재판을 받았다.  불일치 배심이 오심으로 이어져 실은 1969년 살인 사건에 유죄 판결은 받지 않았다.
자신의 법정 싸움이 펼쳐지면서 실은 흑표당원들의 역사를 추적한 책을 썼다.  1970년에 출판된 그 책은 〈시간을 잡다 ː 흑표당과 휴이 P. 뉴턴의 이야기〉라는 타이틀이 붙었다.  그러나 다양한 법원 사건들을 기다리면서 그가 감옥에서 보낸 시간은 그의 부재로 무너지기 시작한 단체에 큰 타격을 입혔다.  법원 사건들의 정착은 실이 다시 흑표당원들을 담당하는 것을 보았다.  1973년 그는 오클랜드의 시장이 되는 데 집중하였다.  그는 선거 경주에서 2위를 하였다.  이어진 해에 그는 흑표당을 떠났다.  1978년 그는 자신의 자서전 〈외로운 분노〉를 저술하였다.

## 이후의 세월

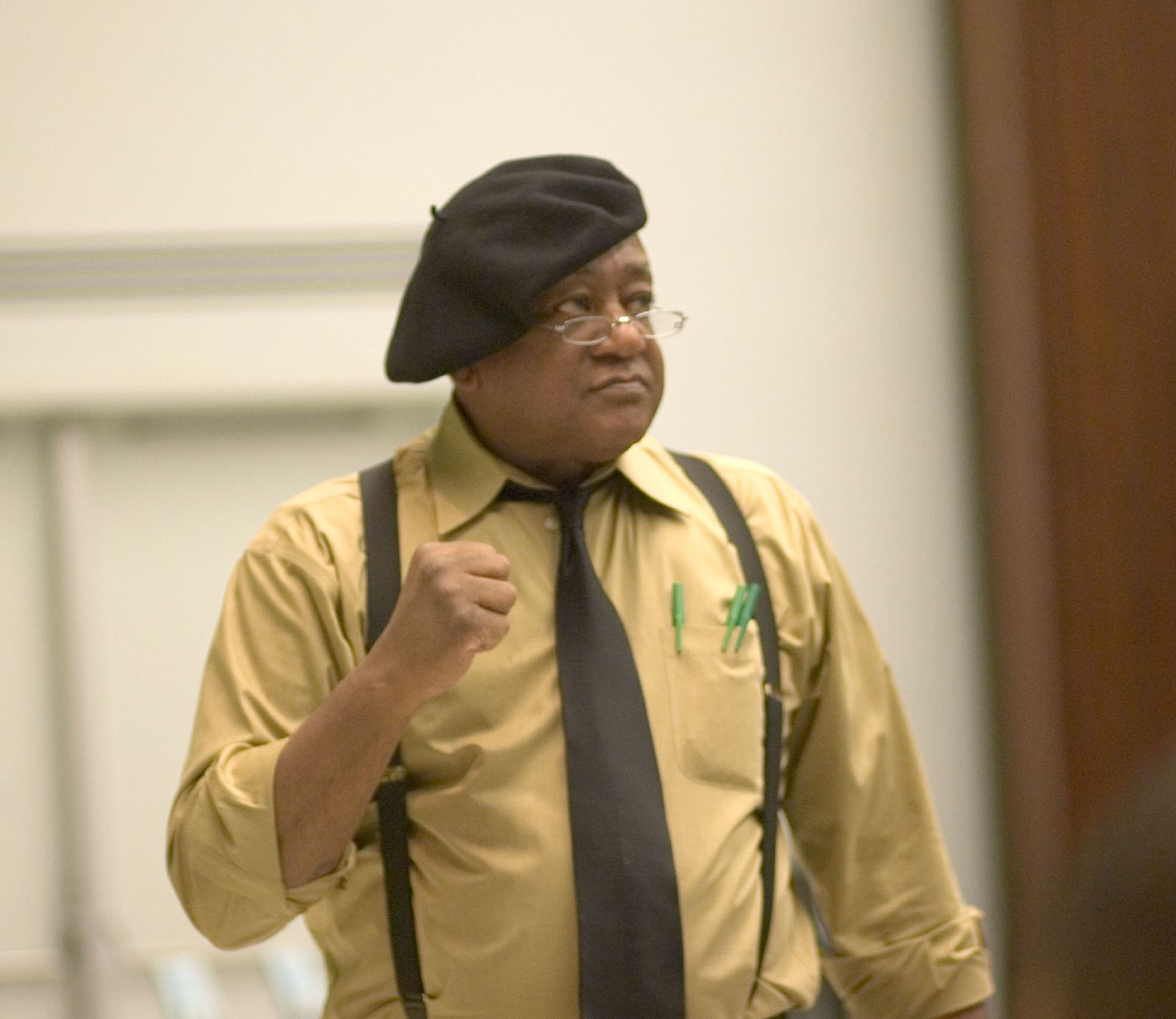
2006년의 보비 실 (빙엄턴 대학교에서)

1970년대에 블랙 파워 운동은 가라앉았고 흑표당 같은 단체들은 더 이상 존재하지 않는다.  미국 연방 수사국의 방첩 프로그램 같은 의안 제출권에 의하여 박차된 사망, 징역 선고와 내부 갈등은 풀리는 과정에서 역할을 하였다.
실은 정치적으로 활동에 남아있어 대학 캠퍼스들과 다른 장소들에서 자신의 일생과 활동에 대하여 이야기를 하였다.  흑표당이 형성된지 50년 이상의 세월 후에 단체는 지속적으로 정치, 대중문화와 활동에 지속적으로 영향을 미친다.
그는 1990년대 초반에 텔레비전 다큐멘터리 시리즈 《냉전》에 출연하였다. 필라델피아의 템플 대학교에서 흑인들에 관하여 강의하였고, 이웃 안에서 공동체 기구들을 세우는 데 기술과 수단을 발달시키는 사람들을 돕는 교육적 단체에 관련되기도 하였다.
2006년 자신과 존 레넌의 우정을 논의하는 다큐멘터리 영화 《미국 대 존 레넌》에 출연하였다.